# Drepanopezizaceae
Drepanopezizaceae Baral – rodzina grzybów z rzędu tocznikowców (Helotiales).

## Charakterystyka
Owocniki tupu apotecjum, siedzące i głównie zanurzone w tkankach roślin. Zewnętrzna, cienka warstwa zbudowana jest z kanciastych, wielokątnych komórek. Wstawki o lekko nabrzmiałych wierzchołkach, proste. Worki 4–8-zarodnikowe, o wierzchołku rozwartym do stożkowatego i nieamyloidalne. Askospory o kształcie od elipsoidalnego do wrzecionowatego. 2-przegrodowe. Anamorfy tworzą konidiomy typu acerwulus. Konidiogeneza soloblastyczna. Konidia czasami dwóch typów; lekko zagięte makrokonidia o kształcie od elipsoidalnego do wrzecionowatego i mikrokonidia o kształcie od elipsoidalnego do pałeczkowatego.
Są to patogeny roślin powodujące plamistość liści, wczesną defoliację, chlorozę i porażenie pędów. M.in., atakują topole, pory, wiśnie, róże i winogrona. Wywołują takie grzybowe choroby roślin, jak: zgorzel liści topoli, antraknoza liści porzeczek, drobna plamistość liści drzew pestkowych, czarna plamistość róży, czarna plamistość brzozy, kustrzebka koniczyny.

## Systematyka
Pozycja w klasyfikacji według Index Fungorum:
Drepanopezizaceae, Helotiales, Leotiomycetidae, Leotiomycetes, Pezizomycotina, Ascomycota, Fungi.
Według aktualizowanej klasyfikacji Index Fungorum bazującej na Dictionary of the Fungi do rodziny tej należą rodzaje:
- Blumeriella Arx 1961
- Diplocarpon F.A. Wolf 1912
- Drepanopeziza (Kleb.) Jaap 1914
- Felisbertia Viégas 1944
- Gloeosporidiella Petr. 1921
- Holmiodiscus Svrcek 1992
- Leptotrochila P. Karst. 1871
- Melanodiscus Höhn. 1918
- Microgloeum Petr. 1922
- Phloeosporella Höhn. 1916
- Pseudopeziza Fuckel 1870
- Saliastrum Kujala 1946
- Spilopodia Boud. 1885
- Spilopodiella E. Müll. 1989
- Sporonema Desm. 1847[1]